# L'ultimo viaggio (album)
L'ultimo viaggio è il primo album del gruppo neoprogressive toscano dei Nuova Era; è un concept album sul tema della tossicodipendenza. Fu originariamente distribuito in 2000 copie da Contempo Records nel 1988; recentemente ne è stata messa in commercio una nuova edizione dalla casa discografica Pick Up Records, con una traccia aggiuntiva.
L'album fu realizzato su 16 tracce analogiche in una settimana, sacrificando in modo significativo la post-produzione.

## Musicisti
- Walter Pini (tastierista compositore)
- Alex Camaiti (cantante e chitarrista)
- Enrico Giordani (basso)
- Gianluca Lavacchi (batteria)

## Brani
1. Eterna sconfitta
2. L'ultimo viaggio
3. Cattivi pensieri (parte I)
4. Cattivi pensieri (parte II)
5. La tua morte parla
6. Ritorno alla vita
7. Epilogo
8. Senza Parlare (solo nell'edizione Pick Up)